# Камбезеш (Барселуш)
Камбезеш (порт. Cambeses) — район (фрегезия) в Португалии, входит в округ Брага. Является составной частью муниципалитета Барселуш. Находится в составе крупной городской агломерации Большое Минью. По старому административному делению входил в провинцию Минью. Входит в экономико-статистический субрегион Каваду, который входит в Северный регион. Население составляет 1346 человек на 2001 год. Занимает площадь 3,41 км².
Покровителем района считается Иаков Зеведеев (порт. São Tiago).

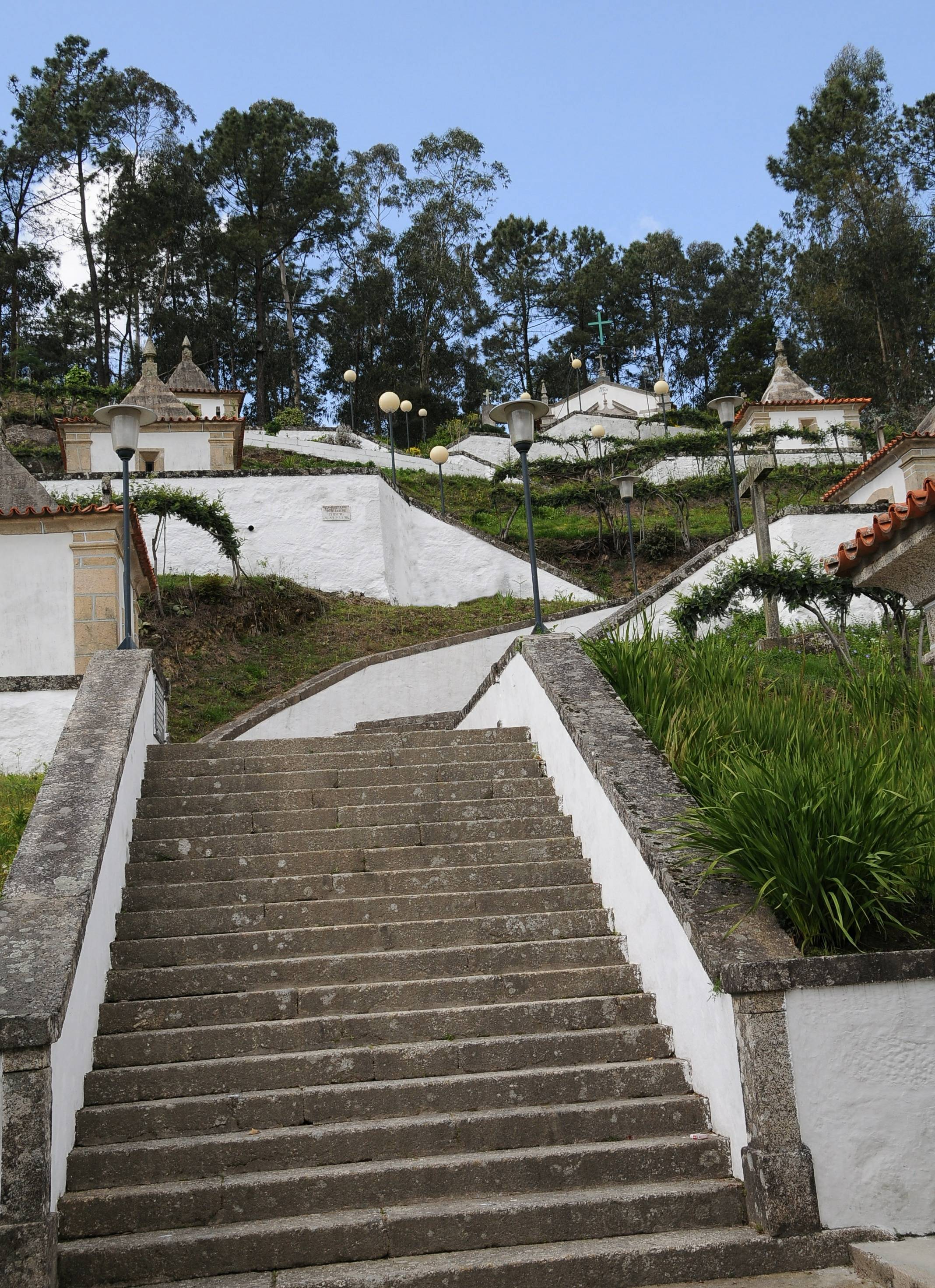